# Silvester Padberg
Silvester Padberg OFM (* 30. März 1906 als Heinrich Padberg in Hildfeld, Kreis Brilon; † 14. Juni 1938 in der Provinz Shandong in China) war ein deutscher Ordensgeistlicher, Missionar und Märtyrer. 

## Leben
Heinrich Padberg, Sohn eines Kaufmanns, machte 1926 in Paderborn Abitur. Er trat am 30. April 1926 in das Noviziat der Sächsischen Franziskanerprovinz in Warendorf ein und nahm den Ordensnamen Silvester an. Am 1. Mai 1927 legte er die Zeitlichen Gelübde ab, am 1. Mai 1930 die Ewigen Gelübde. Am 7. August 1932 wurde er in Paderborn zum Priester geweiht. Dann absolvierte er in Rom einen einjährigen Missionskurs. Im Herbst 1933 reiste er nach Jinan, der Missionszentrale der Franziskaner in China. Er wirkte ab Juni 1935 als Rektor einer Missionsstation im Bergland der Provinz Shandong. In den Wirren des Japanisch-Chinesischen Krieges wurde er von Soldaten erschossen. Sein Leichnam ist verschollen.

## Gedenken
Die Römisch-katholische Kirche in Deutschland hat Pater Silvester Padberg als Märtyrer in das deutsche Martyrologium des 20. Jahrhunderts aufgenommen.